# Molophilus colonus
Molophilus colonus là một loài ruồi trong họ Limoniidae. Chúng phân bố ở miền Tân bắc.